# Il mondo perduto (Michael Crichton)
Il mondo perduto (The Lost World) è un romanzo di Michael Crichton pubblicato nel 1995. È il seguito di Jurassic Park. Il titolo, così come il tema principale della sopravvivenza dei dinosauri nel mondo odierno, è ispirato al romanzo omonimo di sir Arthur Conan Doyle.
È stato trasposto per il cinema con il film Il mondo perduto - Jurassic Park del 1997.

## Trama
Nel 1993, quattro anni dopo il disastro di Jurassic Park, il teorico del caos e matematico Ian Malcolm (che si scopre essere sopravvissuto agli eventi del romanzo precedente) accetta con riluttanza di collaborare con l'egocentrico paleontologo Richard Levine, il quale ritiene che esista un "mondo perduto" popolato da dinosauri in seguito al ritrovamento di carcasse di strani animali sulle spiagge della Costa Rica. Nel 1995 i due scoprono dell'esistenza, su Isla Sorna, del "sito B", ovvero la struttura segreta dove l'ormai defunta società InGen creava i dinosauri prima di trasferirli nel Jurassic Park sulla vicina Isla Nublar.
Temendo che il governo della Costa Rica trovi il sito B e stermini i dinosauri per non mettere a rischio il turismo, Levine parte, senza dire nulla a nessuno, per una spedizione sull'isola accompagnato da una guida di nome Diego. Poco dopo il loro arrivo i due vengono attaccati da misteriose creature (in seguito identificate come carnotauri) che uccidono Diego. 
Malcolm qualche giorno dopo scopre che Levine è scomparso e organizza quindi una spedizione sull'isola per ritrovarlo con una squadra composta da Jack Thorne (ingegnere ed ex professore universitario), Eddie Carr (assistente di Thorne) e da due bambini delle medie assistenti di Levine, Arby Benton e Kelly Curtis, i quali si uniscono di nascosto alla spedizione. Anche la celebre etologa Sarah Harding, ex amante di Malcolm, viene contattata per unirsi al gruppo, partendo per raggiungerli in un secondo momento.
La squadra arriva sull'isola ben equipaggiata e trova un complesso di edifici InGen abbandonati. Si ricongiunge con Levine, il quale sta bene ed è estremamente interessato al mondo dei dinosauri appena scoperto. Al contempo, sbarca su Isla Sorna anche un altro gruppo capitanato da Lewis Dodgson, genetista senza scrupoli a capo della società Biosyn (rivale della inGen) che già in passato aveva cercato di impossessarsi di embrioni di dinosauro assumendo Dennis Nedry e portando così al sabotaggio che aveva causato l'incidente del Jurassic Park. Dodgson ha fatto pedinare i sopravvissuti di Jurassic Park e, venuto a conoscenza dell'esistenza dell'isola mediante la spedizione di Levine, ha seguito il suo esempio con l'intento di rubare uova di dinosauro affinché la Biosyn possa sfruttarli per esperimenti. Poco prima della partenza Dodgson incontra la Harding e, venuto a sapere della sua destinazione, si offre di darle un passaggio per Isla Sorna, salvo tentare di ucciderla durante la traversata spingendola nel mare in tempesta. La donna riesce a sopravvivere e a raggiungere a nuoto Isla Sorna, dove si ricongiunge al gruppo di Malcolm.
Levine e Malcolm effettuano molte osservazioni sul comportamento dei dinosauri e scoprono dell'arrivo di Dodgson sull'isola. Quest'ultimo e i suoi scagnozzi vengono attaccati da una coppia di tirannosauri mentre cercano di rubare le loro uova; il genetista viene ferito ma sopravvive, mentre i suoi compagni vengono uccisi. Successivamente, il gruppo di Malcolm giunge al nido dei t-rex e scopre che uno dei cuccioli è rimasto ferito alla zampa durante l'incursione di Dodgson. Eddie viene incaricato di ucciderlo in quanto morirebbe comunque, ma il giovane, impietosito, lo porta al camper per curarlo. Malcolm e la Harding accettano a malincuore di sistemare la sua zampa, mentre il resto del gruppo si stabilisce su una piattaforma artificiale per osservare i dinosauri in pianura. Durante la notte i tirannosauri adulti vengono a recuperare il loro piccolo e attaccano il camper, ferendo gravemente Malcolm alla gamba (similmente al primo romanzo). Al contempo, i velociraptor scalano la piattaforma, uccidendo Eddie, mentre Arby è costretto a chiudersi in una gabbia di protezione e viene catturato dai raptor.
Dopo che Malcolm, la Harding e Arby si sono messi in salvo, i superstiti si rifugiano in un vecchio edificio di legno e cercano di ideare un piano per raggiungere in tempo l'elicottero che dovrebbe venire a prenderli, ma scoprono di essere nel territorio di caccia dei carnotauri. La Harding si allontana per andare a recuperare uno dei loro veicoli abbandonati in precedenza, e si imbatte in Dodgson che sta cercando di rubarlo per fuggire. Improvvisamente arriva un t-rex e Sarah spinge Dodgson tra le sue fauci come vendetta per il tentato omicidio nei suoi confronti; il genetista viene portato nel nido dei tirannosauri per fare da nutrimento ai piccoli. Poiché l'elicottero parte senza di loro, il gruppo decide di ripiegare su una barca ormeggiata al molo dell'isola, riuscendo a raggiungerla prima di un altro attacco dei raptor.
Mentre lasciano Isla Sorna, Malcolm spiega ai compagni di aver scoperto nel laboratorio che la InGen ha nutrito alcuni giovani dinosauri carnivori con proteine di pecora, causando senza saperlo una malattia infettiva con alta mortalità per i dinosauri; pertanto, tutti gli animali sull'isola sono destinati alla morte da lì a poco. Nonostante ciò, Thorne afferma che l'importante è che siano sopravvissuti e che stiano tornando a casa sani e salvi.

## Dinosauri nel racconto
- Apatosaurus
- Carnotaurus
- Gallimimus
- Hypsilophodon
- Maiasaura
- Mussaurus
- Ornitholestes
- Pachycephalosaurus
- Parasaurolophus
- Procompsognathus
- Stegosaurus
- Triceratops
- Tyrannosaurus
- Velociraptor

## Differenze, analogie e citazioni con il film
Mentre la precedente trasposizione cinematografica si era tutto sommato mantenuta abbastanza fedele al romanzo, in questo caso le trame centrali del libro e del film sono praticamente dissociate; si tratta quasi di due storie a sé stanti. Tra le principali differenze:
- La scena d'apertura del romanzo non corrisponde a quella del film, la quale è stata invece riportata nel primo romanzo di Crichton.

- Nel romanzo viene descritto come Ian Malcolm sopravvive pur rimanendo leggermente disabile. Il matematico riprenderà a fare il professore universitario. Nel film è stato pesantemente screditato dalla Ingen per via delle interviste rilasciate sull'incidente del Jurassic Park, perdendo la cattedra universitaria.

- Durante una delle sue conferenze, Malcolm viene avvicinato da un paleontologo: Richard Levine. Il personaggio sarà uno dei protagonisti del libro ma nel film è stato completamente tagliato.

- Sarah Harding è descritta come un'etologa che studia gli animali della Savana. Nel libro è piuttosto giovane e con una corporatura ben piazzata, ma nel film, interpretata da Julianne Moore, tale descrizione viene totalmente rovesciata.

- Nel romanzo si legge come Harding e Malcom abbiano avuto una relazione amorosa e di come lei fosse stata una sua tirocinante. Nel film i due sono fidanzati e lei è una ricercatrice sul comportamento dei dinosauri.

- Nel romanzo ricompare il personaggio di Lewis Dodgson che sarà il principale antagonista umano. Nel film di Spielberg la versione di Dodgson viene rimpiazzata da Peter Ludlow, nipote di John Hammond che eredita la Ingen coperta di debiti.

- Nel romanzo la Ingen è fallita a causa dell'incidente di Isla Nublar narrato nel primo romanzo. Nel film Ludlow tenta di risollevarla.

- Nel film Kelly è la figlia di Ian Malcolm. Nel romanzo è una studentessa liceale di Richard Levine ed è molto amica con Arby, suo compagno di classe.

- Sempre nel film, Kelly appare come una ragazza che frequenta al massimo le scuole medie ed è di pelle nera. Nel romanzo invece è Arby a essere descritto come un ragazzo di colore.

- All'interno del romanzo c'è una scena che mostra Levine recarsi su una spiaggia della Costa Rica in cui trovano una carcassa di dinosauro. Nel film tale scena non esiste.

- Nel romanzo si scopre solo dopo una lunga ricerca che Isla Sorna è il Sito B. Nel film invece lo svela John Hammond praticamente all'inizio della pellicola.

- Nel lungometraggio di Spielberg si viene a conoscenza del fatto che la struttura di ricerca sul Sito B viene spazzata via dall'Uragano Clarissa. Nel romanzo si scopre invece che è stata semplicemente abbandonata molti anni prima.

- Nel film e nel romanzo è presente la scena all'interno dell'officina in cui vengono assemblati i mezzi per la spedizione su Isla Sorna. Responsabile del progetto è Eddie Carr nel film, mentre nel romanzo lo sostituisce Doc Thorne, personaggio totalmente assente nel film. Eddie è il suo capo ingegnere ed è molto più giovane rispetto a quello interpretato da Richard Schiff nella pellicola.

- Nel film compare il personaggio di Nick Van Owen, interpretato da Vince Vaughn, che non c'è nel romanzo di Crichton.

- A differenza del film, Sarah Harding arriva su Isla Sorna molto dopo rispetto al gruppo di spedizione. Inoltre viene accompagnata da Dodgson prima che egli la scaraventi giù dalla propria barca costringendola a raggiungere l'isola a nuoto.

- Su Isla Sorna compaiono dei dinosauri che nel film non sono presenti come i Maiasauri e i Carnotauri.

- La spedizione mercenaria di Peter Ludlow sull'isola per catturare i dinosauri, presente all'interno del film, non è invece narrata nel romanzo. Sono anche assenti i personaggi di Roland Tembo, Dieter Stark e Ajay Sidhu.

- Nel film Roland e Ajay feriscono il cucciolo di Tirannosauro usandolo come esca per attirare gli adulti in un'imboscata. Nel romanzo invece sarà Dodgson a spezzargli la zampa per errore causando l'ira dei genitori, i quali divorano uno dei membri della sua spedizione.

- Eddie Carr, nella pellicola di Spielberg, viene ucciso dai Tirannosauri durante l'attacco al camper. Nel romanzo viene invece sbranato dai Velociraptor.

- Nel romanzo si legge come i Carnotauri abbiano la possibilità di mimetizzarsi nella natura. Nel film tale fattore non viene ripreso. Tuttavia queste pagine potrebbero aver ispirato gli sceneggiatori di Jurassic World durante la creazione dell'Indominus Rex: vi è infatti una scena in cui il dinosauro si mimetizza con la natura circostante.

- La lunga sequenza presente nel film ambientata sul continente nella città di San Diego nel romanzo non esiste.

- Sul finale del romanzo, Lewis Dodgson viene ucciso dal cucciolo di Tirannosauro, nello stesso identico modo di Peter Ludlow nel film, anche se i due decedono in due luoghi totalmente diversi: Dodgson nel nido dei Rex, Ludlow nella stiva della USS Venture.

- Alla fine del libro i protagonisti lasciano Isla Sorna in barca. Nel film fuggono in elicottero.

- Nel romanzo, Ian Malcolm scopre che una grave malattia contagiosa si sta diffondendo tra i dinosauri di Isla Sorna e sta uccidendo tutte le specie dell'isola. Nel film di Spielberg questo aspetto è totalmente assente.

## Edizioni
- Michael Crichton, Il mondo perduto, Narratori Moderni, Garzanti, 1996, ISBN 88-11-66096-3.
- Michael Crichton, Il mondo perduto, traduzione di Maria Teresa Marenco, Gli elefanti. Narrativa, Garzanti, 1999, ISBN 9788811668435.
- Michael Crichton, Il mondo perduto, traduzione di Maria Teresa Marenco, Gli elefanti. Narrativa, Garzanti, 2004, ISBN 9788811678212.
- Michael Crichton, Il mondo perduto, traduzione di Maria Teresa Marenco, Elefanti bestseller, Garzanti, 3 maggio 2018, ISBN 978-8811602286.